# NGC 3612
NGC 3612 ist ein Spiralgalaxie vom Hubble-Typ Scd im Sternbild Löwe auf der Ekliptik. Sie ist schätzungsweise 372 Millionen Lichtjahre von der Milchstraße entfernt und hat einen Durchmesser von etwa 110.000 Lichtjahren. Gemeinsam mit NGC 3609 und PGC 34516 bildet sie das Galaxientrio Holm 241.

Im selben Himmelsareal befindet sich u. a. die Galaxie NGC 3629.
Das Objekt wurde am 16. März 1869 von Otto Wilhelm von Struve entdeckt.
Struve´s Beobachtungen legen jedoch nahe, dass es sich bei der im Osten befindende Galaxie (PGC 34546), nicht um NGC 3612 handelt, da diese Galaxie keinen Stern im Nordosten, wie beschrieben, hat. Daher ist es angesichts der nahezu identischen Beschreibung von NGC 3609 und 3612 im Wesentlichen sicher, dass Struves Beobachtungen von „zwei Nebeln“ tatsächlich zwei Beobachtungen desselben Objekts waren und die Einträge Duplikate sind.